# بادارا سين
بادارا سين (بالفرنسية: Badara Sène)‏ (مواليد 19 نوفمبر 1984 في داكار - السنغال) لاعب كرة قدم سنغالي يلعب حاليا لصالح نادي الدرجة الأولى لومان الفرنسي منذ 2009 في مركز الوسط المحوري .

## روابط خارجية
- بادارا سين على موقع رابطة كرة القدم الفرنسية للمحترفين (الإنجليزية)
- بادارا سين على موقع قاعدة بيانات كرة القدم.إي يو (الإنجليزية)
- بادارا سين على موقع ليكيب (الفرنسية)
- بادارا سين على موقع ناشيونال فوتبول تيمز (الإنجليزية)